# Frank Pennink
Frank Pennink (Delft, 1913 - 1984) was een amateur golfer en  Engelse golfbaanarchitect.

## Amateur golfer
Pennink heeft in Oxford gestudeerd. Hij was een amateur golfer die onder andere in 1937 en 1938 het Engels amateurkampioenschap golf won. In 1938 maakte hij tevens deel uit van het winnende Walker Cup team. 

#### Gewonnen
- 1937: Engels Amateur Kampioenschap
- 1938: West of England Open Amateur, Royal St George's Challenge Cup, Engels Amateur Kampioenschap

#### Teams
- Walker Cup: 1938 (winnaars)

## Golfbaanarchitect
Hij was ook golfjournalist voordat hij partner werd van de Firma Cotton (CK), Pennink, Lawrie, Steel & Partners, met Ken Cotton, Charles Lawrie en Donald Steel. Als golfbaanarchitect heeft Pennink ruim 225 banen ontworpen dan wel gewijzigd in dertig verschillende landen. In Nederland zijn dat onder andere:
| Jaar | Baan                                  | Holes                           |
| ---- | ------------------------------------- | ------------------------------- |
| 1969 | Noordwijkse Golfclub                  | 18, met Ken Cotton              |
| 1970 | Drentse Golfclub De Gelpenberg        | 18, met Donald Steel            |
| 1974 | Golfclub de Haar                      | 9                               |
| 1977 | Rosendaelsche Golfclub                | uitbreiding naar 18             |
| 1978 | Golfclub Wouwse Plantage              | 18                              |
| 1984 | Golfclub Zeegersloot                  | 1-9 (10-18 zijn van Gerard Jol) |
| 1985 | Golfclub De Hoge Kleij                | 18                              |
| 1985 | Kennemer Golf & Country Club          | 9 (de A-baan)                   |
| 1987 | Noord-Nederlandse Golf & Country Club | uitbreiding naar 18             |

## Trivia
- Als golfbaanarchitecten was hij een grote inspiratie voor Gerard Jol, die landschapsarchitect was, vooral voor recreatiegebieden, en Golfclub Spaarnwoude mocht ontwerpen. Pennink heeft toen een aantal greens ontworpen. Jol heeft zich sindsdien gespecialiseerd in het aanleggen van golfbanen.
- Pennink werkte ook veel in Portugal en heeft daar onder andere in de Algarve Vilamoura Pinhal, Vilamoura Old Course (1969) en Palmares (1975) en bij Lissabon Aroeira (1972) aangelegd. In Italië ontwierp hij Olgiata Golf Club in 1961, samen met Ken Cotton.
- Pennink beschreef in 1962 in "Frank Pennink's Golfer's Companion" de 128 mooiste, Britse golfbanen.